# Крулюв
Крулюв (пол. Królów, нім. Krohle) — село в Польщі, у гміні Тшебель Жарського повіту Любуського воєводства.
Населення — 118 осіб (2011).
У 1975-1998 роках село належало до Зеленогурського воєводства.

## Демографія
Демографічна структура станом на 31 березня 2011 року:
|          | Загалом | Допрацездатний вік | Працездатний вік | Постпрацездатний вік |
| -------- | ------- | ------------------ | ---------------- | -------------------- |
| Чоловіки | 62      | 15                 | 43               | 4                    |
| Жінки    | 56      | 12                 | 31               | 13                   |
| Разом    | 118     | 27                 | 74               | 17                   |